# Estructura d'impacte

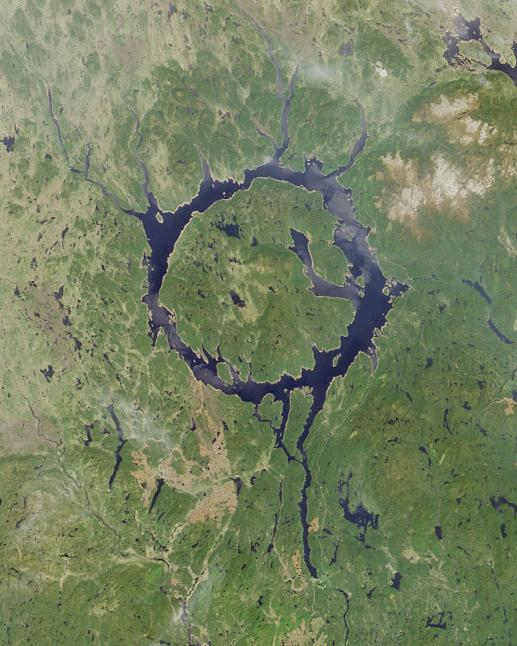
Estructura d'impacte

El terme estructura d'impacte (o el seu sinònim menys utilitzat, astroblema (estrella ferida)) està estretament relacionat amb els termes «cràter d'impacte» i «impacte de meteorits», i s'utilitza en casos en què l'erosió o l'enterrament han destruït o emmascarat la característica topogràfica original amb la qual normalment s'associen el terme «cràter».
Aquest és el destí de gairebé tots els cràters d'impacte antics a la Terra, a diferència dels antics cràters preservats a la Lluna i altres cossos rocosos geològicament inactius amb superfícies antigues del Sistema Solar.
En una estructura d'impacte, les expressions visibles i topogràfiques típiques d'un cràter d'impacte ja no són evidents. Qualsevol fragment de meteorit que alguna vegada hagi estat present està molt erosionat. Les possibles estructures d'impacte poden reconèixer-se inicialment pel seu caràcter geològic anòmal o per la seva expressió geofísica. Aquests confirmen la zona com a estructures d'impacte per la presència de minerals xocats (particularment quars d'impacte), cons fracturats, evidència geoquímica de material extraterrestre o altres mètodes.